# Cytisophyllum sessilifolium
Cytisophyllum sessilifolium är en ärtväxtart som först beskrevs av Carl von Linné, och fick sitt nu gällande namn av Otto Friedrich Lang. Cytisophyllum sessilifolium ingår i släktet Cytisophyllum, och familjen ärtväxter. Inga underarter finns listade i Catalogue of Life.
Blomman är gul.

## Bildgalleri

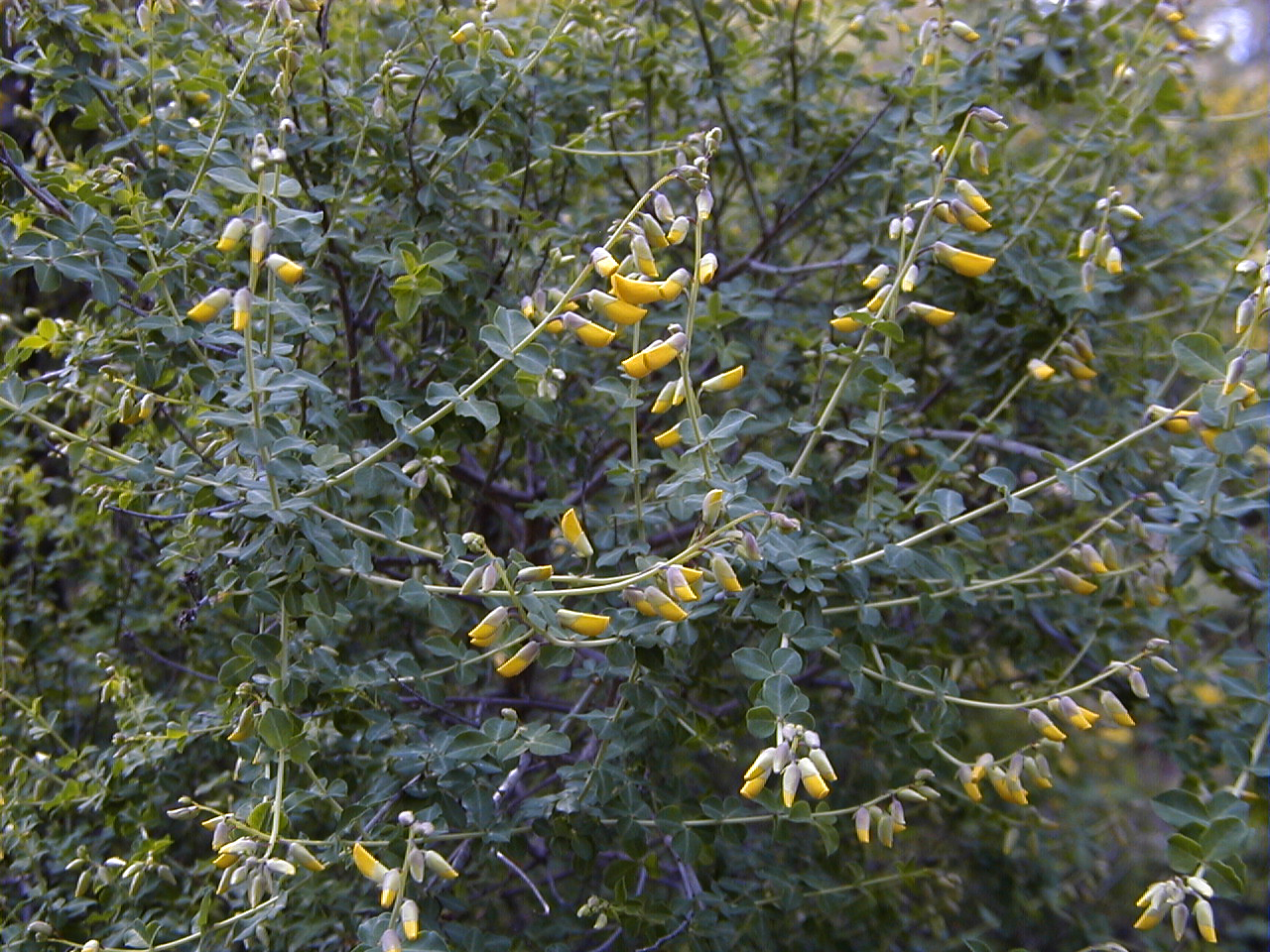
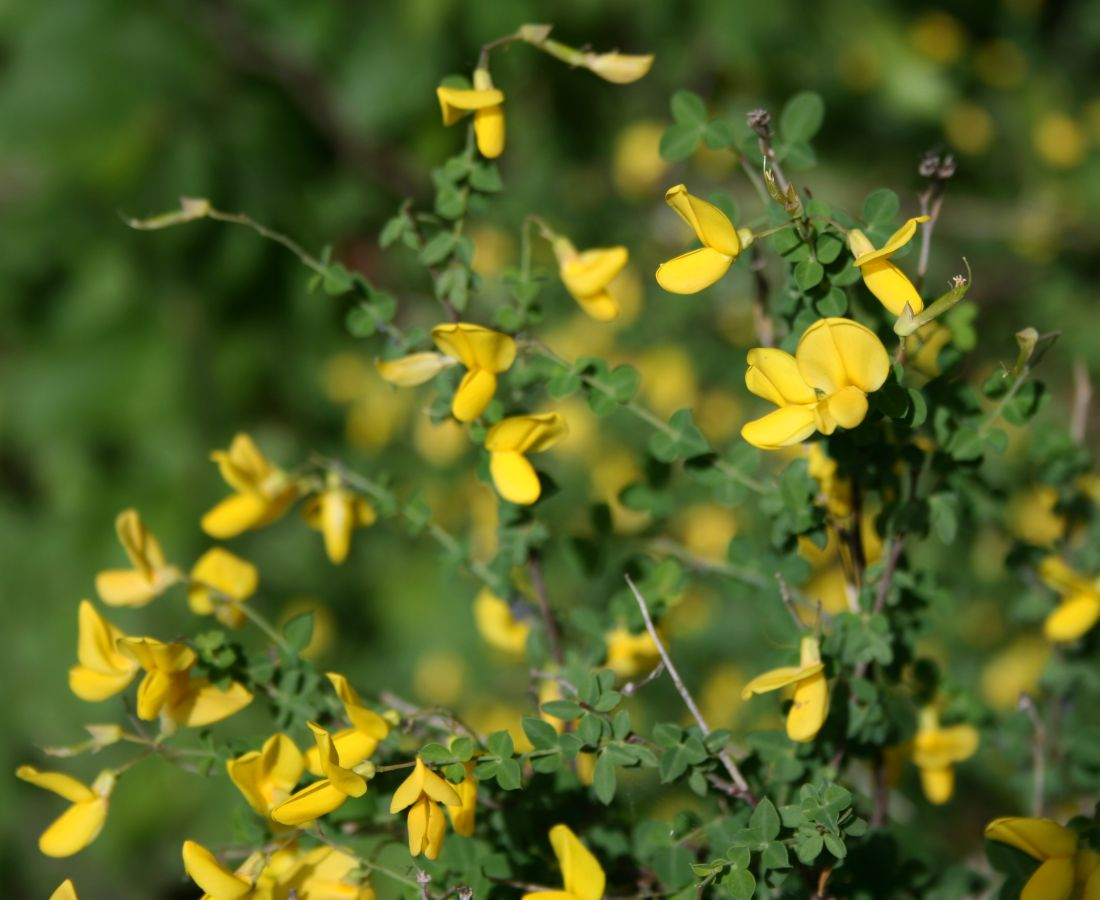
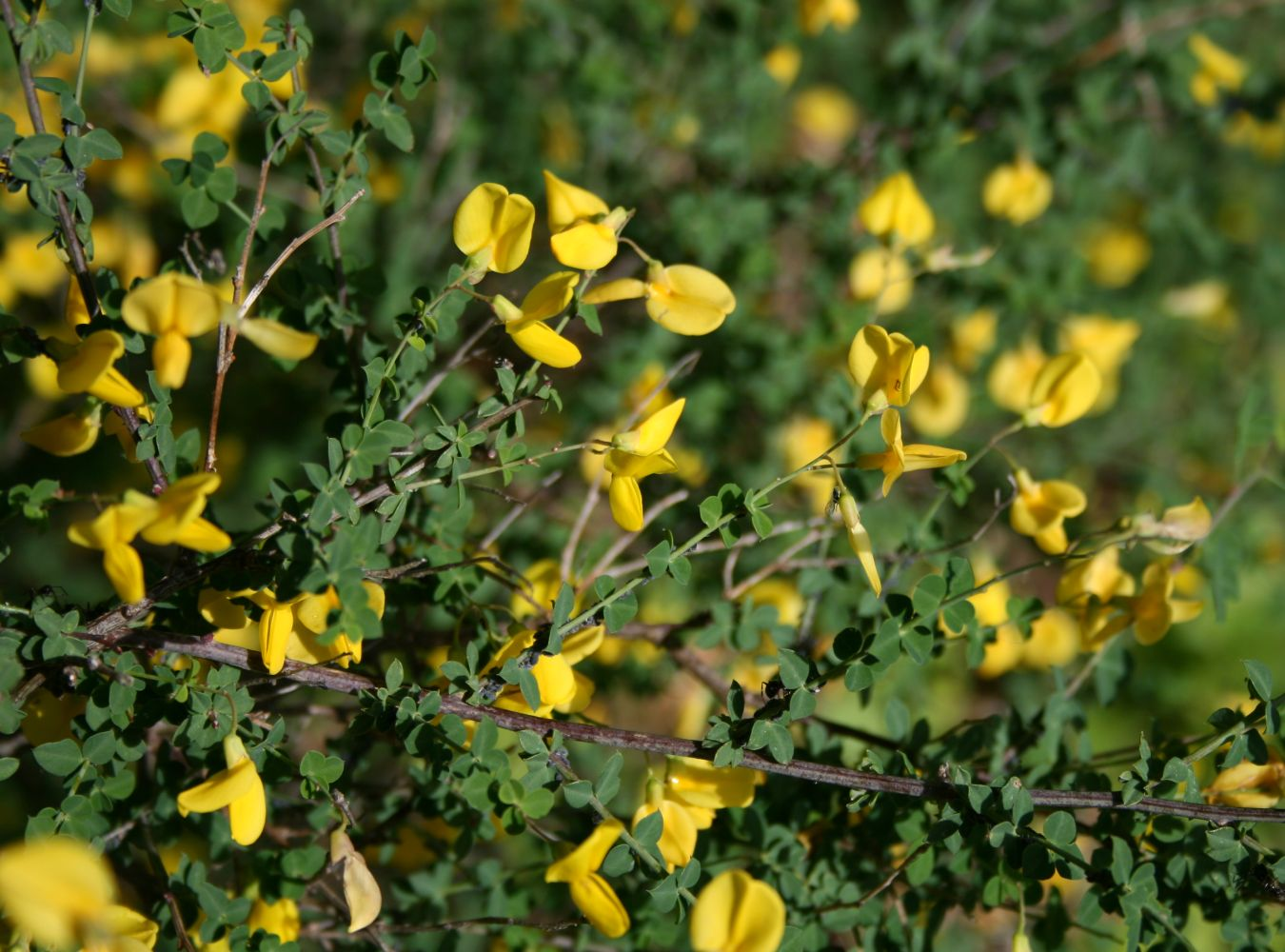
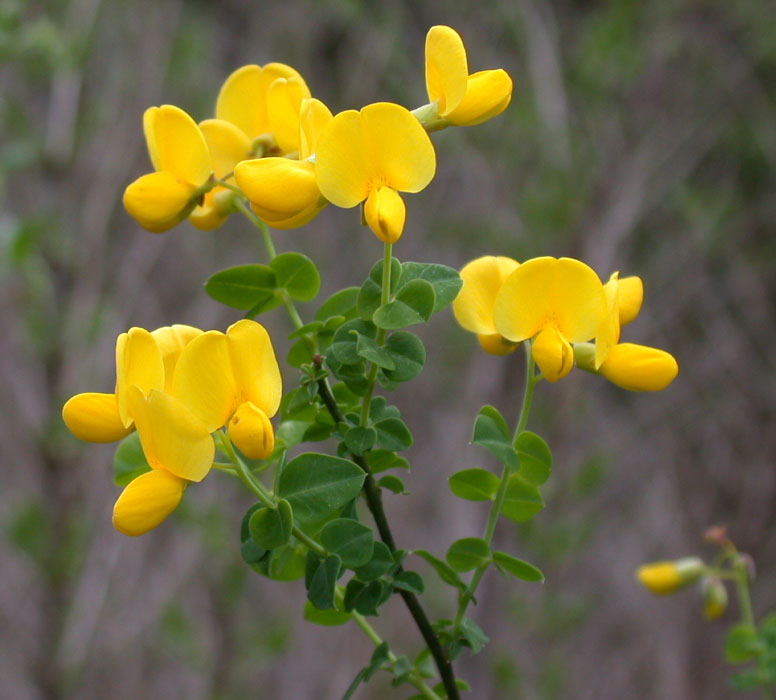
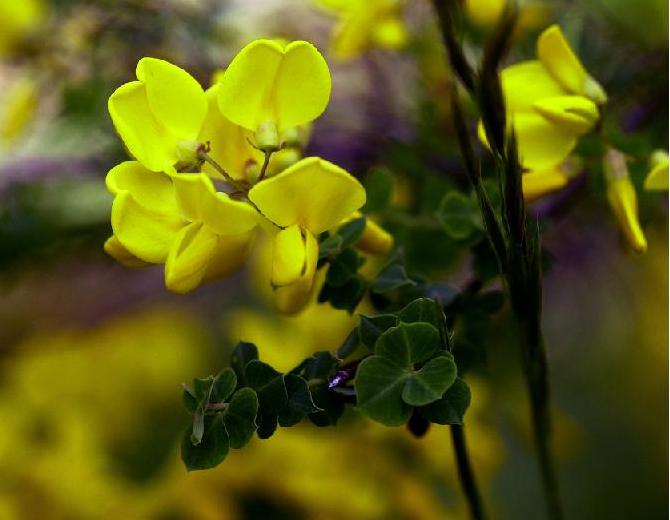
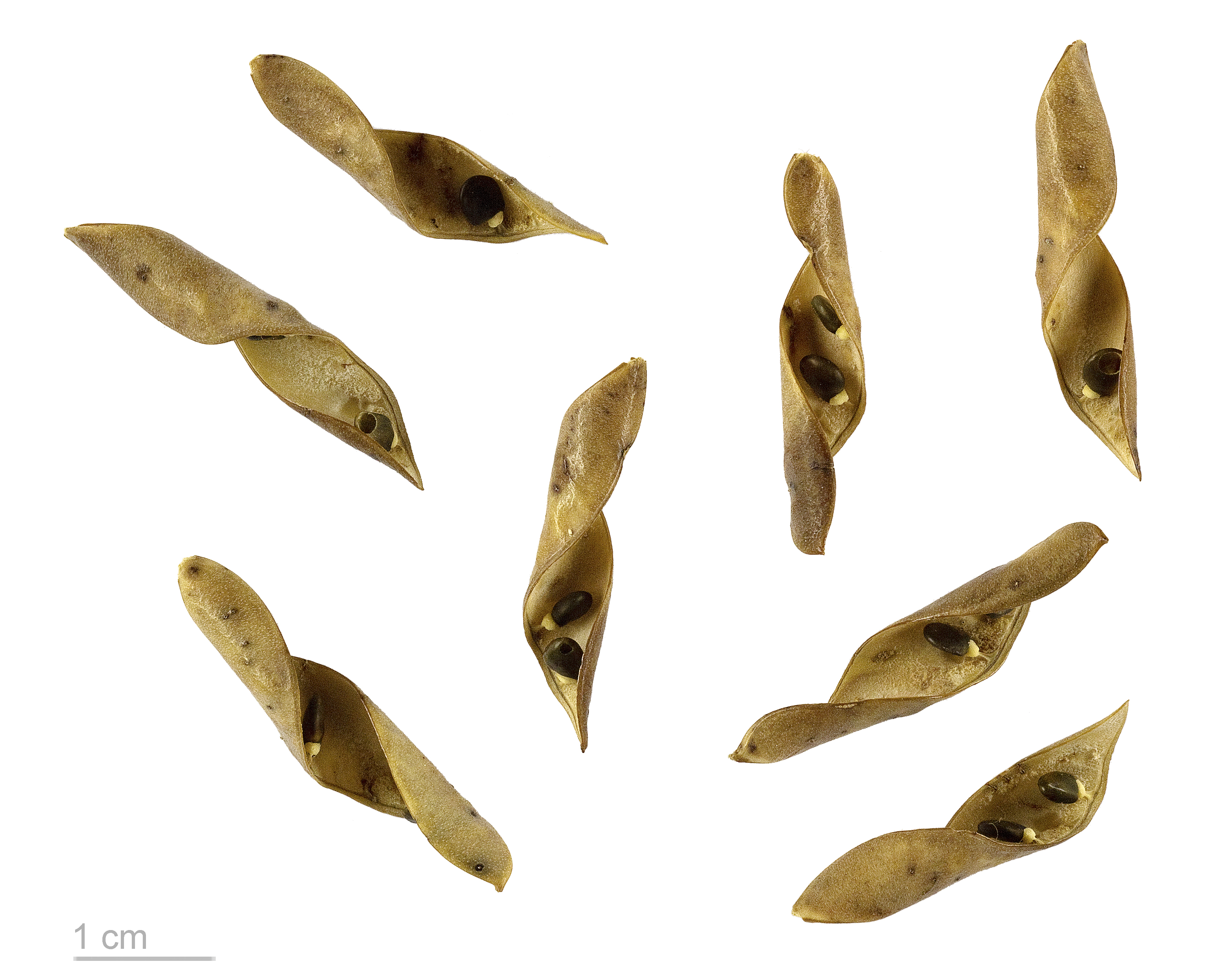